# Броненосен крайцер
Броненосен крайцер е клас крайцери, използвани от втората половина на XIX до началото на XX век. Те са втори по сила клас военни кораби във водещите флотове след броненосците. Най-характерната черта в броненосните крайцери е броневият пояс по водолинията.
По принцип този клас кораби отстъпва на броненосците по огнева мощ и защита, но ги превъзхожда по скорост и автономност. Корабите от този клас имат предназначение да възпрепятстват вражеските комуникации, да водят ескадрено разузнаване, а в последния стадий от своето развитие – да бъдат бързореагиращата част на главните сили на флота. Развитието на броненосните крайцери завършва с началото на Първата световна война във връзка с революционните промени, които настъпват във военноморската техника. Впоследствие техните задачи изпълняват линейните и тежки крайцери.

## Първите броненосни крайцери

### Първоначална идея
През 60-те години на XIX век водещите морски държави започват масово строителство на броненосни кораби. В самото начало няма утвърдени класове и типове кораби, заради което към броненосните съдове се отнасят много разнообразни кораби – с водоизместимост от над 10 000 тона до по-малко от 1500 тона. Наричат се различно: от броненосец, броненосна фрегата, броненосна корвета и даже броненосни шлюпове. Все пак нито един от гореизброените не може да се определи като крайцер поради ниската скорост и малката далечина на плаване.
За изолиране на вражеските държави се използват фрегати, корвети и клипери, поради вярването, че високата скорост сама по себе си е сигурна защита. Несъстоятелността на тази концепция излиза наяве за първи път през 1877 година, когато два добре въоръжени британски кораба не успяват да се справят с малкия, но брониран, перуански монитор „Уаскар“, а самите те не са потопени само заради неумението на противниковите артилеристи. След този инцидент уязвимостта на небронирания крайцер става очевидна. Алтернативите за решаване на този проблем са две. Първата е прикриването на жизненоважните части на съда с бронирана палуба, впоследствие и скосяването ѝ към борда: така се появява бронепалубният крайцер. Вторият вариант е поставянето върху корпуса на кораба на броневи пояс, защитаващ борда по водолинията.
Идеята за брониране на борда е предложена за пръв път през 1868 година адмиралът от руския флот Андрей Александрович Попов. Руското първенство не е случайно. От началото на 60-те години на XIX век Руския императорски флот активно се готви за оспорване и пресичане на британските комуникации, а заради географското положение на империята излиза наяве нуждата от бързоходни, високоавтономни кораби, способни на преходи от Балтийско море до Далечния Изток на Русия. От гледна точка на явното превъзходство на вероятния противник в броя, състава и вида на флота му, необходимостта от повишаване на бойната устойчивост на руските крайцери е очевидна.
Първите единици такива кораби често са наричани „забронирани“ или „опоясени (опасани)“ крайцери (на английски: belted cruiser). Понеже често тесният броневи пояс не защитава много от важните части на кораба, последващата еволюция на класа води до появата на бронева (бронирана) палуба, захлупваща пояса.
Важно е да се отбележи, че първоначално терминът „крайцер“ обозначава само тактическото предназначение на кораба, а не неговия клас. Дълго време броненосните крайцери се наричат фрегати и едва в края на XIX век са преквалифицирани на крайцери. В руския флот това става през 1892 година, когато всички броненосни фрегати получават името крайцер от 1-ви ранг.

### В Русия
През 1868 година адмирал Андрей Попов представя проект за преустройство на дървената фрегата „Генерал-адмирал“ в крайцер, който да действа срещу комуникациите на вероятния противник, под който се има предвид главно Великобритания. За да се намали вероятността от тежки повреди по време на бойни действия, изискващи ремонт в док, което за автономно действащ рейдер е нереално, е решено той да носи защита по водолинията от желязна броня, което и води до възникване на идеята за броненосен океански крайцер. Проектът е приет за осъществяване, но става ясно, че корпусът на фрегатата „Генерал-адмирал“ е в недобро състояние и Морското министерство решава да построи нов кораб със същото име, който постъпва на служба през 1875 г.
Бронята на крайцера „Генерал-адмирал“ е от железни плочи и има дебелина до 152 mm, смятано за достатъчно за защита от оръдията на средния калибър, като при това самият крайцер е въоръжен с тежки оръдия 203 mm, разположени в спонсони по борда. „Генерал-адмирал“ става първият в света броненосен крайцер:
| „                                    | Най-оригиналните проекти спрямо обикновените типове военни съдове могат да се видят в руския флот, в който опоясените крайцери се появяват за пръв път. Руското морско ведомство е пионер в решаването на въпросите за търсенето на висока скорост и съществена защита от снарядите на повечето кораби, което се осъществява в броненосните крайцери. | “ |
| Ежегодник Брассея „The British Navy“ | |   |

Основна задача на новия кораб е кръстосване на търговските пътища, актуално във връзка с напрегнатите руско-британски отношения. Наличието на бордова броня трябва рязко да усили бойната устойчивост на рейдера. Две години по-късно е построена фрегатата „Александър Невски“, чието име малко преди пускането на вода е сменено на „Херцог Единбургски“.
Успешният проект решава съдбата на фрегатата „Минин“, която от 10 години стои недовършена след неуспешния опит за създаване на броненосец с кули: фрегатата е прекроена по образец на „Генерал-адмирал“, влизайки в строй дванадесет години след залагането, като с това поставя тъжен „рекорд“ по бавно строителство в Руския императорски флот.
Към 1880 година Попов подготвя проект за нов броненосен крайцер, по който през 1884 – 1885 са построени два кораба: „Дмитрий Донски“ и „Владимир Мономах“. Тяхната броня е по-здравата желязо-стоманена броня тип „компаунд“, а главният калибър е намален, за да се увеличи броят на оръдията. Както и предшествениците им, двата крайцера имат и класическо ветроходно задвижване, но фактически са първите чисто парни крайцери на руския флот. На тях за пръв са поставени постоянни винтове, а не повдигащи се. Поради голямото съпротивление, което създават постоянните винтове, платната на двата кораба почти не са използват за задвижване.
В 1888 година влиза в строй броненосният крайцер „Адмирал Нахимов“. В качеството на образец е построеният по френска мода британски тип „Импириус“ с характерното за него ромбоидно разположение на оръдията от главния калибър, въпреки че самите британски моряци вече описват схемата като не особено удачна. Този проект дори поражда слухове, че чертежите на британския кораб са откраднати от руското разузнаване. Въпреки това по всички основни елементи руският кораб е доста различен от британския, който и сам е построен по френски образец.
Появата на такъв несъвършен кораб буди във Великобритания голямо недоумение. Формално корабът изглежда доста внушително: 8 оръдия от главния калибър 203 mm са в четири барбетни установки с леко куполоподобно прикритие, разположени ромбично, което на теория позволява във всяка точка на пространството да се концентрира огънят на шест от тях, но на практика – само на четири, както на всички „френски ромбове“, заради пораженията върху собствените надстройки и палуба от дулните газове. Бронираният пояс е със сериозна дебелина около парната машина, но е твърде къс. Адмиралите от старата школа настояват и за пълно ветрилно въоръжение, независимо че с ход по вятъра „Нахимов“ е доста бавен, а самите платна не се отразяват добре на мореходните качества при ход „под пара“. Въпреки това през 1904 – 1905 г., в състава на 2-ра Тихоокеанска ескадра, корабът прави преход през два океана до мястото на Цушимското сражение.
Неудовлетворено от подражанието на чужди образци, руското морско ведомство решава да развие „руски тип“ броненосен крайцер на основата на „Владимир Мономах“. В процеса на проектирането на „Памят Азова“ се правят толкова много допълнителни усъвършенствания, че за да се избегне претоварване, намаляват ширината на бронирания пояс, превръщайки го в тънка лента.
| „                                  | Крайният резултат бил странен – с по-малка дебелина на бронята от „Нахимов“ и по-малка защитена площ от „Мономах“. | “ |
| Кофман В. Л. „Образцовые“ крейсера | |   |

Най-доброто представяне на кораба е ролята на „яхта“ за бъдещия император Николай II по време на плаването му през 1890 – 91 г.

### Във Великобритания
Почти едновременно с „Генерал-адмирал“, британският флот получава своя първи броненосен крайцер – „Шенън“ (на английски: Shannon). В Русия приемат, че това е отговор на собствените им броненосни крайцери. Самите британци признават, че „причината за неговата поява в състава на флота е малко неясна“. Резултатът е неудовлетворителен: „бюджетен“, но брониран кораб, което прави „Шенън“ слаб за борба с броненосците на противника и в същото време бавен, за да преследва вражеските рейдери.
| „                                                               | Освен че не можем да наречем „Шенън“ ефективна бойна единица, той е неудачен и като кораб. Неговите създатели се опитват, за малката му водоизместимост, да вложат твърде много неща. | “ |
| Паркс О. Линкоры Британской империи. Ч.II. Время проб и ошибок. | |   |

Според британски оценки, корабът ще се справи с руските крайцери в бой един срещу един, но не съответства на високите стандарти на британския флот.
Според други източници „Шенън“ е преди всичко отговор на френските малки „колониални“ броненосци тип „Алма“ и „Ла Галисониер“, а също и появата на малки второкласни броненосци в страни от двете Америки и Азия и едва на второ място – като отговор на усилването на руския крайцерски флот. Независимо от разликите в класификацията, английският „крайцер“ се смятал за равен с второкласните броненосци по сила и успешно може да се сражава с тях. За изпълнение на крайцерски задачи се смята, че не е подходящ. След битката в залива Пакоча ясно проличава необходимостта от броненосни кораби в открития океан.
След относителния неуспех с „Шенън“, британците в периода 1878 – 1881 строят два усъвършенствани крайцера тип „Нелсън“ (на английски: Nelson). Това е като следствие от появата на новите руски броненосни крайцери. Увеличената водоизместимост с 40% подобрява мореходността и позволява да се постави на корабите цял броневи пояс, който липсва в носовата част при предшественика им. Въпреки това те носят основния недостатък на „Шенън“: твърде са слаби за сериозен противник и твърде бавни за преследване на крайцери.
| „                                                               | В края на краищата те се превръщат в „сива посредственост“ с много съмнителна ценност за ескадрен бой и твърде големи за защита на търговските пътища. | “ |
| Паркс О. Линкоры Британской империи. Ч.II. Время проб и ошибок. | |   |

След три единични сравнително неуспешни броненосни крайцера британците се ориентират към строеж на еднотипните броненосни крайцери тип „Империус“ – „Империус“ (на английски: Imperieuse) и „Уарспайт“ (на английски: Warspite). Мотив за строежа са както лошите отношения с Русия, така и също немного добрите с Франция. Водоизместимостта отново нараства и като цяло този тип се смятал за добра артилерийска платформа, но със самата артилерия възникват проблеми. Търсейки равномерна стрелба във всички посоки, британските конструктори използват отново ромбичната схема за главния калибър – 4х1 234 mm оръдия. На първите учебни стрелби станало ясно, че насочването на главния калибър в една посока ще повреди надстройките. Друг негатив е практическата незащитеност на борда при пълно натоварване, защото броневият пояс напълно се оказва под водата.
| „                                                                    | Най-доброто, което можем да отбележим в тях, е бордовият залп от три 243 mm и пет 152 mm оръдия при скорост 16 възела. За всичко останало в проекта те твърдо могат да се нарекат „дръгливи кранти“ от епохата на викторианския броненосен флот и при изказването си в парламента, адмирал Дж. Комерел ги определя като „практически пълен провал на идеята за съвременен кораб, неудачно проектирани, лошо построени и абсолютно опасни“ – въпреки че подобна критика може да се определи като твърде сурова и рязка. | “ |
| Паркс О. Линкоры Британской империи. Ч.III. Тараны и орудия-монстры. | |   |

Последният опит през 70-те и 80-те години на 19 век за броненосен крайцер за Кралския военноморски флот на Великобритания е проектът „Орландо“, изпълнен в 7 единици. Умерена водоизместимост, посредствени скоростни качества, силно въоръжение и наистина дебела броня, но твърде тесен броневи пояс, са параметрите на този тип кораби. Значителното претоварване също както и при предшествениците им води до това, че пояса е почти под вода, а бордовете са практически незащитени. Това са броненосни крайцери, които са първите от класа без ветрилно въоръжение първоначално по проект.
След тези опити британците задълго се отказват от строителство на броненосни крайцери.

### В Япония
След Реставрацията Мейджи Япония започва активна модернизация в армията и флота, използвайки активно техническите достижения на Запада. Във военноморското строителство японците използват предимно опита на законодателя на модата – Великобритания. Когато в състава на Кралския флот се появяват първите броненосни крайцери, японците също искат да имат нещо подобно. За „истински“ крайцери парите са малко и поръчката към британските коробостроителници е за двойка сравнително малки и архаични броненосни фрегати тип „Хией“ („Хией“ и „Конго“), като те стават основата на новия японски флот в 80-те години на XIX век. В средната част на корпуса „Хией“ имали доста силна 114 mm защита по водолинията, но в краищата на корпуса тя намалява до 76,2 mm, а артилерията остава напълно незащитена.
Малко по-късно към тях се присъединява по-големият кораб от същия клас – броненосната фрегата „Фусо“, който всъщност е умалено копие на английските казематни броненосци. Корабът отново е построен във Великобритания.
В западната литература тройката кораби се разглеждат като броненосци втори клас, а не като крайцери, каквато е и фактическата им служба в Югоизточна Азия през онези години.
През 60-те и 70-те години на 19 век, в рамките на първите експерименти с броня, всъщност са построени много подобни малки кораби – броненосни шлюпове и корвети, които е трудно да се класифицират според съвременните мерки; те са доста слаби за броненосци, а за да се отнесат към крайцерите са с недостатъчна скорост и автономност на плаване.

## Оценка на броненосните крайцери от първо поколение
Като извод може да се каже, че даденият тип боен кораб не става популярен сред военните на водещите морски държави. Фактически всичко се ограничава до строежа на малък брой броненосни крайцери в две държави, Русия и Великобритания, като последната създава тези бойни единици в противовес на руските. И докато за Русия, която практически няма съвременни мореходни броненосци, океанските броненосните крайцери с тяхната способност дълго време да действат далеч от базите действително имат голяма ценност в качествето им на инструмент за прекъсване на морските комуникации на вероятния противник, то за Великобритания ценността на такива сравнително скъпи, но с ограничена област на употреба бойни единици е съмнителна.
За тази непопулярност има и технически фактори. Несъвършенството на желязната и даже желязно-стоманената броня води до необходимост плочите на бронята да се правят доста дебели, а от друга страна ниската мощност на парните машини тогава не позволява крайцерите да съчетават пълноценно брониране и приемлива скорост. Всъщност всички образци са компромис с ограничена площ на бронята по водолинията. Като се прибави и характерната за корабостроенето от онези времена претовареност на корабите, това води до незащитеност на почти целия надводен борд.
Определена роля има и консервативността на военните моряци:
| „                                                                    | Независимо от всички разчети, че използването на ветрилна тяга в броненосните крайцери е неикономично, изключително силният стереотип в морските специалисти, да се спестяват въглища чрез движение с платна, е невъзможно да се преодолее. | “ |
| Паркс О. Линкоры Британской империи. Ч.III. Тараны и орудия-монстры. | |   |

Крайният резултат след сваляне от стапелите – странни кораби – много слабо въоръжени и защитени за използването им в линеен боен строй, и едновременно твърде бавни за използване като крайцери. Не е учудващо, че през онези години този тип кораби не получават голямо разпространение.

## Разцвет на броненосните крайцери
Към 1890 година започва модата на броненосните крайцери в почти всички големи морски държави, но всяка от тях поема свой път на развитие, което прави образците доста разнообразни.

### Във Франция
Както често се случва, французите са първи и в създаването на броненосния крайцер от нов тип. Тласък за това е появата на фугасните снаряди с пикринова киселина. Резултатите от проведените през 1886 година стрелби с такива снаряди по стария броненосец „Беликез“ (на френски: La Belliqueuse) шокират френските военни моряци:
| „                                             | Корабите с недостатъчно брониране стават изведнъж силно уязвими. „Защитените“, т.е. бронепалубните, съдове, с бронирана палуба само по водолинията, при обстрел ще загубят цялата си артилерия, ще се запалят или дори потънат, дори и запазвайки вече безполезните машинарии и погреби. | “ |
| Кофман В. Л. „Бронированный ёж“ и его потомки | |   |

Същото касае в голяма степен и броненосните крайцери от първо поколение, с площ на вертикалната броня не по-голяма от проекцията на бронирана палуба на аналогичен бронепалубен кораб, с корекцията, че все пак наличието на малкия броневи пояс ги предпазва от пробойни в средната част на корпуса. Дори и в този случай краищата на корпуса и артилерията са абсолютно незащитени.
След анализ на резултатите от стрелбите, Съветът по корабостроене (на френски: Conseil des Travaux) взема решение за създаване на крайцер с изцяло бронирани бордове, което да защитава кораба от фугасните снаряди среден калибър. Така се ражда проектът „Дюпюи де Лом“ (на френски: Dupuy de Lome).
Крайцерът действително се оказва новаторски. За разлика от досегашните проекти, „Дюпюи де Лом“ е с напълно бронирани бордове, включително до горната палуба. Главният и средният калибър е поместен в еднооръдейни бронирани кули и по този начин е много добре защитен. Външно кораба се отличава с огромен по размерите си таран
Крайцерът се оказва с толкова прогресивна конструкция, че строителството му отнема седем години. „Дюпюи-де-Лом“, влиза в строй през 1895. Както всеки еволюционен модел и той не е лишен от недостатъци. Скоростта му е по-ниска от проектните 20 възела, а екипажа страда от прекомерна теснота Главният недостатък, по мнение на френските политици, е високата му цена, още повече, че планирана серия за строеж била до 200 броненосни крайцера. Поради това следващите образци в този клас са доста по-малки като размери.
Проектът броненосни крайцери тип „Амирал Шарне“ (на френски: Amiral Charner) е намален вариант на предшественика им. Водоизместимостта е съкратена с 2000 тона, бронирането – намалено по площ и дебелина, намален е и калибърът на средната артилерия. Независимо от това четирите построени кораба от този проект се считат за достатъчно успешни, особено ако се отчете малката им водоизместимост – под 5000 тона. Скоростта обаче е все още скромните 19 възела. Към 1894 всички кораби от този проект вече са постъпили във флота, т.е. преди техния „предшественик“.
Следващият френски крайцер става „Потюо“ (на френски: Pothuau), силно критикуван от специалистите. Откровено слабо брониран, все същите 19 възела ход.
Лошата тенденция е спряна от Едуар Локруа – новият морски министър. В 1896 по негово настояване е заложен огромният, за френските мерки, броненосен крайцер „Жана д’Арк“ (на френски: Jeanne d’Arc). Над 11 000 тона, брониран според най-високите стандарти. За първи път в него е използвана впоследствие наречената „френска“ или „американска“ схема на брониране. Основното в нея е затварянето на всички жизненоважни за кораба части в голяма добре бронирана кутия.
„Жана д’Арк“ не успява да достигне проектните 23 възела скорост. За сметка на това поради огромния брой котли, получава шест комина в профила си – две групи по три броя. Негатив на кораба е слабото му въоръжение. Въвеждането в експлоатация става през 1902 г.
Изплашени от размерите и съответната стойност на „Жана“ французите, на крайцерите от типа „Дюпле“ (на френски: Dupleix), намаляват водоизместимостта 1,5 пъти. Три единици влизат във флота към 1904. Скоростта им е малко над 20 възела с намалено въоръжение и броня, спрямо предшественика им. На тези крайцери французите за първи път се оитват да използват двуоръдейни кули, но са разочаровани от резултата.
Следващият тип крайцери – „Монкалм“ (на френски: Montcalm) също е от три единици. В тях съществено е усилена защитата на артилерията, но скоростта все още е недостатъчна. През периода 1903 – 1904 г. посъпват в строй 5 крайцера тип „Глуар“ (на френски: La Gloire). Те са с близо 10 000 тона водоизместване, с изпитаните еднооръдейни кули. Хубавият проект обаче е със скромна скорост – малко над 21 възела.
Трудно е да се прецени дали проблем в случая е качеството на самите кораби или самата военноморска доктрина на Франция.
| „                                 | Многотръбните гиганти не са подходящи за генерално сражение с противника. Но не са и много подходящи за ловци на търговските съдове. Да ги използваш за борба с комуникациите на противника е все едно да чупиш яйцата с чук. Тези кораби са с малка автономност на действие при явен излишък на артилерия и на почти ненужното в открито море пълно брониране. | “ |
| Кофман В. Л. Многотрубные гиганты | |   |

Новата серия е от три единици по проекта „Леон Гамбета“ (на френски: Leon Gambetta), приета на въоръжение до 1907 г. Вече с 12 000 тона водоизместимост, с макар и формално същото брониране, то фактически е по-добро заради използване на новата броня тип „Круп“. Главната промяна са вече сдвоените оръдейни кули, което силно повишава огневата им мощ. Към този тип често отнасят и „Жул Мишле“ (на френски: Jules Michelet), единствената им разлика е дължината на ствола на главния калибър на артилерията. Недостатък на проекта е само скоростта – около 22 възела.
Опит да се отстрани това е следващият кораб – крайцерът „Ернест Ренан“ (на френски: Ernest Renan), построен в 1909 г. Намалявайки броя на оръдията и с увеличена мощност на машините, най-после 24-те възела скорост са достигнати. Най-видимото доказателство за спечелената битка за скоростта е връщането към шесткоминната схема (след „Жана д’Арк“ всички са четиритръбни). Британия и Германия вече спускат на вода линейни крайцери, за които и най-добрите френски крайцери са лесна плячка.

### В Германия
През последното десетилетие на XIX век към броненосните крайцери проявява интерес и стремително развиващият се флот на Германия. Следва да се отбележи, че при тях строежът на дадения тип кораби е без ясна концепция за използването им, което води до странни образци.
Терминът „броненосен крайцер“ отсъства в немската класификация.
Фактически за първите броненосни крайцери в Германия могат да се приемат построената в Англия броненосна фрегата „Кьониг Вилхелм“ (в строй от 1869 г., 9600 тона, ход 14,7 възела) и казематните броненосци „Кайзер“ и „Дойчланд“ (в строй от 1875 г., 8800 тона, скорост 14,5 възела), които правят няколко далечни похода на изток. През януари 1897 г. след реконструкция са преквалифицирани като крайцери.
Първият немски броненосен крайцер „Фюрст Бисмарк“ (на немски: Furst Bismarck) влиза в строй през 1900 г. Той предизвиква голямо недоумение в чуждите специалисти, като вариант на броненосец от типа „Кайзер Фридрих III“ (на немски: Kaiser) – силно въоръжен, добре защитен, но бавен (под 19 възела) и с явно недостатъчна автономност на плаване. Неговата ценност като бойна единица в немския флот е доста съмнителна с тези параметри.
Следващият немски броненосен крайцер „Принц Хайнрих“ (на немски: Prinz Heinrich) е първият образец, който наистина може да се отнесе към класа на броненосните крайцери. Наистина спрямо предходния проект е по-малък, по-малко въоръжен, с по-слаба защита, но за сметка на това е с голяма автономност, а скоростта му достига 20 възела. Той влиза в строй в 1902 г., ставайки първият от планирани 14 крайцера от 1-ви ранг, които флотът планира да създаде.
След натрупването на определен опит, немските корабостроители залагат направо два броненосни крайцери тип „Принц Адалберт“ (на немски: Prinz Adalbert), които влезат в състава на флота през 1903 г. и 1904 г. В отличие от предшественика си тяхното основно въоръжение е комбинация между 210 mm и 150 mm оръдия. Останалите характеристики са малко изменени с изключение на увеличената автономност на плаване.
Следващите образци са броненосните крайцери тип „Йорк“ (на немски: Yorck). Те са плавно развитие в серията и не са силно променени, освен скоростта над 21 възела и различен силует. Влизат в строй през 1905 и 1906.
Най-известните броненосните крайцери на Германия са двата кораба от следващия проект – броненосните крайцери тип „Шарнхорст“ (на немски: Scharnhorst). Със значително увеличената си водоизместимост те имат доста добра защита, а въоръжението на главния калибър вече е двойно – вместо четири 210 mm оръдия при предишните проекти, „Шарнхорст“ и „Гнайзенау“ носят вече осем такива. Скоростта е висока спрямо критериите в класа, далечината на плаване е сериозно увеличена. Всъщност в проекта няма нищо изключително, а просто са отстранени явните недостатъци на предишните типове. Славата им се дължи на великолепната победа при Коронел, отколкото на конструктивни достойнства.
Като цяло за немската флота може да се каже, че немските броненосни крайцери са сносни, но определено не отлични кораби. Британските експерти отбелязват:
| „                                                     | Ако ги сравним с британските им съвременници, те не правят добро впечатление, може би ако изключим „Шарнхорст“ и „Гнайзенау“, и няма да е преувеличено да кажем, че броненосните им крайцери са най-лошо проектираните и най-малко боеспособните германски кораби към 1905 година. | “ |
| Conway’s All the World’s Fighting Ships, 1860 – 1905. | |   |

Те постъпват във флота в периода 1907 – 1908 година, когато влизат в строй британските линейни крайцери тип „Инвинсибъл“, чието явно превъзходство е доказано в битката при Фолкландските острови.

### В Русия
Последното десетилетие на XIX век руският акцент е в крайцерската война. Без шанс да създаде съпоставим по сила и брой, флот на британския, руските адмирали имат за цел прекъсване на комуникациите на Британската империя. Към края на 80-те години на 19 век няма годни за тази цел кораби. Броненосните фрегати вече са морално остарели, а всички останали кораби с крайцерско назначение са и слаби.
Необходимостта е в да се построят нови, високоавтономни и добре въоръжени крайцери-рейдери, с бронезащита. Първият от серията е „Рюрик“, влязащ в строй през 1895 година. Корабът става голям, с голяма, за руските мерки, автономност. За увеличаването ѝ крайцерът е снабден с пълен комплект ветрила, което е напълно безполезно на практика. Реалната му скорост е умерена, но корабът показва чудесна мореходност. По бордовете „Рюрик“ е частично защитен с бронепояс от желязо-стоманена броня.
Артилерията включва четири 203 mm, шестнайсет 152 mm и шест 120 mm оръдия, но разположени на принципа на ветроходите – почти всички на главната палуба, без каквато и да била защита, зад тънък борд. Това сполетява дори главния калибър от 203 mm. Ако поначало във Великобритания приемат появата на новия рейдер нервно и предприемат скъпоструващи контрамерки, то след това си отдъхват със спокойствие.
Ежегодникът на Брасей пише за проекта:
| „                                          | Бордовете на „Рюрик“ са настръхнали от цеви и докато не се качите на палубата му той изглежда наистина страшно. Но дори един снаряд, попаднал в открита батарея ще извади поне шест оръдия от строй. | “ |
| Кофман В. Л. В океане – Россия броненосная | |   |

Мнение от авторитетния справочник „Конуей“:
| „                                                     | Съвършено неуспешен проект – артилерията действа само от единия или другия борд, ненадежна защита и лошо разделение като отсеци на корпуса. | “ |
| Conway’s All the World’s Fighting Ships, 1860 – 1905. | |   |

Впрочем от гледна точка на основното му предназначение – на рейдер – „Рюрик“, е напълно успешен. Неговата задача е да спре въоръжените търговски съдове на противника и да се справи с прикриващите ги „защитници“ от предишни поколения „бронепалубни“ кораби, а не борбата с броненосните крайцери на Кралския флот, които по презумпция са строени като второрангови броненосци, за да защитават интересите на империята в далечните краища на света срещу подобни на тях кораби.
Дори т.нар. британски „отговор“ – бронепалубните крайцери тип „Пауърфул“, са внушителни кораби, но и при тях само част от артилерията е в бронирани кули и каземати, а останалата – все така разположена зад небронираните бордове, които са слаби дори за снарядите от малкия калибър на противника, а по принцип самият борд извън предела на казематите дори не е брониран, даже около тръбите за подаване на снаряди. Дадената схема ясно показва своите недостатъци, когато подобен тип кораби водят ескадрен бой (например в Руско-японската война) и търпят поражение спрямо наистина бронираните си събратя.
В следващите серии част от недостатъците са отстранени. Крайцерът „Россия“ получава по-обширно брониране, дори с по-качествена броня – тип „харви“. Малко се увеличава защитата на оръдията и дори се отказват от ветрилата. Остава все пак основният недостатък – лошото разположение на оръдията и недостатъчната им защита като цяло.
Крайцерът „Громобой“ получава относително надежна защита, но остава проблема с артилерията – тя може да действа само по собствения си борд. При крайцерски дуел, когато стрелбата е под остър ъгъл (преследване или отстъпление) или сменена според борда, към който се захожда (при сближаване на корабите, когато циркулират), така разположената артилерия не е съществен недостатък, но при действия в състава на ескадра, когато основният показател за ефективността на корабната артилерия е теглото на бордовия залп, такова разположение е сериозен минус.
Като обобщение може да се каже, че и трите кораба са големи, струващи колкото броненосец, но в съвсем тясно специализирани окенски съдове с умерена скорост. Като рейдери биха могли да вършат определените задачи, но са малко пригодени за решително сражение със сериозен противник. Историята на службата им не отговаря на въпроса как се справят като рейдери, но тези красиви, снажни кораби са абсолютно безполезни в далекоизточната война, която Русия води с Япония. Неслучайно дори и тогава те са класифицирани като последните „поясни“, а не дори и като броненосни крайцери.
Развитието на идеята за крайцерски войни ражда проекта за броненосецът-крайцер тип „Пересвет“, по който са построени три кораба. Те трябва да съчетават мореходността и далечината на плаване на океанските крайцери с въоръжението и защитата на второкласните ескадрени броненосци; Нещо подобно на английския „Ринаун“ (на английски: HMS Renown). Проектът се оказва пълен провал – фактически единственото им достойнство е добрата мореходност. Те са твърде слабо защитени и въоръжени, дори за второкласни броненосци, и твърде бавни за крайцер. Самата възможност да се ползват като рейдери буди доста съмнения. В същото време са прекалено слаби за ескадрен бой.
| „                                                     | Напълно неудовлетворителна конструкция, слабо въоръжение и броня и съвсем неизключителна скорост. | “ |
| Conway’s All the World’s Fighting Ships, 1860 – 1905. |                                                                                                   |   |

Подготовката за войната с Япония показва липсата във флота на бързоходни, бронирани разузнавателни кораби в състава на ескадрите. Поради претовареността на руските корабостроители поръчката е дадена на Франция. Така се появява „Баян“. Той има прилична скорост, нелоша защита и дори при слабото си въоръжение – двойно по-слаб бордови залп спрямо японския „Асама“ – става най-успешният руски крайцер през Руско-японската война.
В хода на войната морското ведомство поръчва още 3 единици, по леко усъвършенствания проект на „Баян“, известен като броненосни крайцери тип „Баян“. В резултат през 1908 – 1911 флотът получава 3, вече явно остарели кораба.

### В Италия
В последните десетилетия на XIX век италианските корабостроители активно експериментират с т.нар. „средиземноморски“ тип боен кораб. Със силно органичените си ресурси следва да се създадават кораби, които при умерена себестойност да могат да решават разнообразни бойни задачи в акваторията на Средиземно море. Основното различие спрямо флотовете на другите държава – жертвата на голямата автономност и мореходни качества в името на скорост и бойни качества. Тези кораби по класификацията на италианския флот са „бойни съдове от 2-ри клас“.
В 1894 г. италианският кралски флот се обогатява с първия собствена постройка броненосен крайцер „Марко Поло“ (на италиански: Marco Polo). Характеристиките на фона на чуждите аналози не впечатляват особено. Откровено слабо въоръжение – шестнайсет скорострелни оръдия 120 mm и 152 mm, защитени от щитове, непълен броневи пояс 100 mm пояс и 25 mm палуба. Още повече, че скоростта от 19 възела проектно е само 17,8 възела реално. Единственото, което впечатлява – как всичко изброено се е побира в 5000 тона водоизместимост – наполовина на типичните за другите флоти крайцери.
Ободрени от резултата, развитието на „малък средиземноморски“ крайцер става проектът броненосни крайцери тип „Виттор Пизани“ (на италиански: Vettor Pisani). Увеличената с 2000 тона водоизместимост е използвана преди всичко за удебеляване на пояса 1,5 пъти, който вече покрива целия борд. Без да променят броя на оръдията от средния калибър, 152 mm оръдия вече са удвоени. И накрая скоростта вече е търсените 19 възела. За периода 1898 – 1899, италианските моряци получават два такива кораба. Проектът е силно критикуван, заради слабото въоръжение, но имайки предвид критерия стойност/ефективност е напълно удачен.
Следващата стъпка е опитът за вместване в един проект на броненосен крайцер и броненосец 2-ри ранг. Заложени са първите две единици от типа „Джузепе Гарибалди“ (на италиански: Guiseppe Garibaldi). Броневият пояс със значителна дебелина покрива вече по-голямата част на бордовете, има и артилерия голям калибър в кули, а част от средния калибър е разположен в каземати. С тази разлика, че италианския флот така и не получава корабите. Още при строежа те са купени от Аржентина, която се готви за война с Чили. С този ход сравнително изостаналата икономически, по онова време, Италия иска да навлезе във високотехнологичния сегмент на търговията с оръжие.
Аржентина купува още два такива кораба и дава поръчка за още два, но след регулиране на конфликта с Чили отказва поръчката, а корабите веднага са купени от Япония. Още един „Гарибалди“ отива в Испания. Едва в периода 1901 – 1905 г. италианският флот получава „своите“ три крайцера от проекта.
Успехите на проекта като експорт не се дължат на качествата на кораба като крайцер, колкото на качествата му на слаб броненосец. Мореходността им не е добра, а те така и не успяват да достигнат проектните 20 възела ход, дори и на изпитанията по приемане. По-скоро те изглеждат като нелоша инвестиция, заради съвкупността на добра бойна характеристика и ниска цена.

### В Съединените щати
След Гражданската война в САЩ (1861 – 1865 г.) флотът на САЩ е в упадък. Към 1880 г. той отстъпва не само на водещите европейски флотове, но дори и на някои латиноамерикански. За да се промени статуквото, през 1883 г., със специален закон на Конгреса, се взема решение за строителство на съвременни бойни кораби. Само че формулировката на политиците е „мореходни броненосци, за брегова охрана“. Адмиралите на флота разшифроват това, като броненосци 2-ри ранг и броненосни крайцери.
Иглежда странно, но първият американски броненосен крайцер „Мейн“ (на английски: USS Maine) от 1895 г. е пълно копие на „Риахуело“ – бразилски кораб, строен във Великобритания и смятан за добър „броненосец за бедняци“. Резултатът излиза точно такъв – нелошо въоръжен и защитен кораб, но доста бавен. Фактически 2-ри клас броненосец, но с малко по-слаба артилерия. Много специалисти поддържат тази класификация и през 1894 г. той я получава като флотска единица. Все пак „Мейн“ се записва в историята, макар и с взрива и потъването си в Хавана, Куба, на 15 февруари 1898, което и става повод за избухването на Испано-американската война.
Корабостроителите си вземат поука и новият проект – „Ню Йорк“ (на английски: USS New York) – е пълноценен крайцер, при това доста оригинален. Въоръжението е странната за тези години комбинация от 203 mm и 102 mm оръдия, защитата – къс и тънък пояс, допълнен с бронева палуба с много дебели скосове по борда, а любопитно разположената, но все пак впоследствие призната за неудачна силова установка, дава доста добрата скорост за онези години (1893) от 21 възела.
Това прави „Ню Йорк“ първият пълноценен броненосен крайцер на американския флот. Любопитното е, че дори е построен преди „Мейн“.
Следващата разработка също е единичен екземпляр – крайцерът „Бруклин“ (на английски: USS Brooklyn). По-голям от предишният, той съхранява кострукцията му, но носи по-силна артилерия и по-добра бронезащита. Крайцерът „Бруклин“ влиза в строй през 1896 г.
С натрупания опит започва серийно строителство на кораби. В периода 1905 – 1908 г. флотът получава шест кораба – броненосните крайцери тип „Пенсилвания“ (на английски: Pennsylvania). Доста големи, те се отличават с превъзходна мореходност, далечина на плаване и стават истински океански кораби. Броневата защита е на прилично ниво, скоростта е умерена, но въоръжението е слабо за кораби от такъв тонаж.
| „                                    | За съжаление към „ръцете“ на флота, макар и изпипани технически, няма достатъчно „мозък“. Крайцерският флот е „за всеки случай“, без ясни задачи, които да решава и концепция за използване. | “ |
| Кофман В. Л. Заокеанские тяжеловесы. | |   |

### Във Великобритания
Британският флот дълго време пренебрегва броненосните крайцери пред бронепалубните. Смята се, че много големите бронепалубни крайцери от 1-ви ранг са трудна плячка. Обаче в края на XIX век сравнението на бойните качества на британските и противниковите кораби не е в ползва на Кралския флот, особено с последните подобрения в развитието на снарядите и бронята като цяло. Освен това тогава теоретиците на флота предлагат използването на крайцерите не само по морските комуникации, а като авангард за генералните сражения, пред основните сили на флота.
Първите пълноценни британски броненосни крайцери са шестте от типа „Креси“ (на английски: Cressy). Проектирани на база бронепалубни крайцери тип „Диадем“, те имат броневи пояс с дебелина до 152 mm, а основната артилерия е дванайсет 152 mm оръдия и две 234 mm в бронирани кули. Скоростта от 21 възела напълно покрива чуждите аналози. Водоизместимостта е над 12 000 тона. Всичките шест влизат в строй от 1901 до 1904 г.
За да се удовлетворят исканията на Адмиралтейството по скорост, следващият тип – „Гуд Хоуп“ (на английски: Good Hope) са още по-големи. Със своите над 14 000 тона и по-мощни машини проектът има скорост над 23 възела. Главният калибър, две 234 mm оръдия не се променя, но броят на 152-милиметровите стига до шестнайсет. Бронирането не търпи промяна. Четворката влиза в строй през 1902 – 1903 г.
Някои автори твърдят, че експортните образци на флота, например „Асама“, са по-добре въоръжени и защитени, при доста по-малък тонаж, но корабите за британския флот всъщност са доста по-добри по показатели като мореходност, далечина на плаване и скорост. Макар и успешни, високата цена за флота на тези кораби изисква различен път на развитие. Появяват се т.нар. „бюджетни“ кораби.
Началото поставя най-голямата серия броненосни крайцери – типът „Кент“ (на английски: Kent). Построени са десет единици, които са доста по-евтини, но и слаби. Изчезва големият калибър, а бронята намалява 1,5 пъти по дебелина, скоростта е около 22 – 23 възела. Водоизместването става около 10 000 тона. Основна задача на серията е борба с рейдерите на противника, преди всичко френските броненосни крайцери. Цялата десетка постъпва във флота в течение на 1903 – 1904 г.
Независимо от добрите финансови резултати при „Кент“, те са оценени като недостатъчно въоръжени и защитени. Затова при следващата шестица – броненосните крайцери от типа „Девъншир“ (на английски: Devonshire) е усилена бронята, а артилерията приема следния вид: четири 190 mm и шест 152 mm оръдия, което увеличава тонажа с около 1000 тона. Скоростта им е над 23 възела. Всички те са готови до 1905 г.
При смяната на главния конструктор в Кралския флот – Уилям Хенри Уайт е заменен от Филип Уотс, – се променя и конструкцията на британските броненосни крайцери. Първите образци на Уотс – броненосните крайцери тип „Дюк ъф Единбург“ (на английски: Duke of Edinburgh) са освободени от излишните архитектурни елементи и получават по-нисък силует. За първи път британските крайцери получават пояс от броня по цялата дължина на борда, основа на артилерията са отново 234 mm оръдия, шест от тях, допълнени с десет 152 mm. Макар вече с 14 000 тона водоизместимост, скоростта не е по-ниска спрямо предишните. Двата кораба постъпват във флота през 1906 г.
| „                                                             | Като крайцерска версия на броненосците „Кинг Едуард VII“ тези кораби правят добро впечатление на хартия, но реално са с много конструктивни проблеми: средният калибър е толкова ниско разположен, че може да се използва само в напълно спокойно море. | “ |
| Паркс О. Линкоры Британской империи. Ч.V. На рубеже столетий. | |   |

Още по-мощна е следващата серия от четири кораба – броненосните крайцери тип „Уориър“ (на английски: Warrior). Те са със същото брониране и скорост, с 1000 тона по-голяма водоизместимост, но артилерията вече е само голям калибър – 234 и 190 mm, а най-важното е, че тя може да оперира във всяко време. Това прави „воините“ доста харесвани от моряците. Първият постъпва на служба в края на 1906, а останалите в 1907 г. С течение на времето обаче мнението за тях се променя:
| „                                                                   | „Уориър“ представлява нещо като хибриден клас кораби. Твърде слаб за линеен бой, но твърде скъп, за да се ползва за разузнаване. | “ |
| Паркс О. Линкоры Британской империи. Ч.VI. Огневая мощь и скорость. | |   |

Като краен резултат може да се каже, че започвайки стоителството на броненосни крайцери по-късно от всички, британците само за десет години въвеждат във флота си тридесет и два такива кораба – повече отколкото всеки от съперниците им.

### В други европейски страни
Испания
Към 1880 година някога могъщият флот на Испания е в пълен упадък. Все пак заради наличието на обширни и отдалечени колонии нуждата от силен флот е все още налице. Тласък за модернизиране и нова програма става Каролинската криза от 1885 година. През 1886 парламентът одобрява нова програма за флота, която поставя началото на строителството на броненосни крайцери в Испания.
Образец за новия проект е британският броненосен крайцер „Орландо“, но с увеличена водоизместимост и усилено въоръжение. Проектът е разработен във Великобритания от компанията „Палмър“, която създава съвместно предприятие с Испания, което и получава поръчката за първите три кораба, определени като броненосни крайцери тип „Инфанта Мария Тереса“ (на испански: Infanta Maria Teresa). Това са относително неголеми, но бързоходни кораби. Бронирането им е изпълнено като тесен и непълен, но много дебел пояс по водолинията. Площта на небронирания борд обаче е твърде голяма. Въоръжението формално изглежда доста добре, но недостатъците на морската артилерия испанско производство рязко намаляват качествата им на бойни единици. Към 1895 трите кораба вече са в строй. Строителството на следващо попълнение от три кораба напредва бавно на държавните стапели и те така и не са завършени до началото на Испано-американската война. Недостатъците, показани по време на войната, налагат спешно доработване на проекта. Това прави втората серия доста различна от първите образци и те формират нов тип броненосни крайцери – „Принцеса де Астуриас“ (на испански: Princesa de Asturias). Спрямо оригинала е подобрено бронирането, най-вече с използването на броня тип „Харви“, както и е балансирано въоръжението на корабите. Въпреки това към момента на постъпването им във флота (1902 – 1904 г.) тези кораби вече са морално остарели.
В паузата между двете серии, испанският флот получава и един доста нестандартен броненосен крайцер – „Емперадор Карлос V“ (на испански: Emperador Carlos V). Особеност на кораба е бронирането му с тънък пояс, но много дебели скосове на бронираната палуба. Въоръжението е аналогично на „Инфантата“, но самият кораб е видимо по-голям.
Накрая, при влошаване на отношенията със Съединените щати, Испания купува от Италия един крайцер от проекта „Джузепе Гарибалди“. В състава на флота влиза през 1897 под името „Кристобал Колон“ (на испански: Cristobal Colon).
Австро-Унгария
Развитието на австро-унгарския флот е доста сложно заради политическото устройство на държавата. „Сухопътните“ депутати от Унгария не виждат особена необходимост от развиване на флот и непрекъснато блокират съответните законопроекти. Като резултат на флота се налага да предприема невероятни политически и стопански мерки, за да намери необходимите му средства. Особено страда крайцерската програма, защото за базирания само в Адриатическо море флот тя не е особено необходима. Крайният резултат – австро-унгарският флот има само три разнотипни броненосни крайцера.
Първият е „Кайзерин унд кьонигин Мария Терезия“ (на немски: Kaiserin und Konigin Maria Theresia), приет на служба през 1895 г. Това е неголям, но добре въоръжен кораб с твърде слабо брониране, както и невисока скорост. Негово развитие е „Кайзер Карл VI“ (на немски: Kaiser Karl VI) – уголемена версия на предшественика с усилена броня, който влиза в срой 1900 г.
Най-добър от трите е „Санкт Георг“ (на немски: Sankt Georg). Сравнително неголям, постъпва във флота през 1905 г., с доста солидно въоръжение и висока скорост. Бронирането съответства на добрите практики по света. С него завършва еволюцията на броненосните крайцери в Австро-Унгария.
Швеция
Доста неочаквано броненосен крайцер създава и Швеция, която от големите кораби строи само броненосци за брегова охрана. 1907 г. влиза в строй „Фюлгия“ (на шведски: Fylgia). Той става един от най-малките броненосни крайцери в света. Бронирането му е слабо, но скоростта прилична. Артилерията, представена само от среден калибър, е разположена по остарялата ромбична схема.

### В Япония
Първият японски броненосен крайцер от ново поколение е „Чиода“, това е кораб, който е признат за най-малкия броненосен кораб в света. Дори много специалисти отказват да го причислят към броненосните кораби заради малката му водизместимост – около 2500 тона, считайки за невъзможно толкова малък кораб да носи броня. И въпреки това „Чиода“, който е построен във Великобритания, има пълноценен броневи пояс и солидно за размерите си въоръжение от десет 120 mm скорострелни оръдия.
За сметка на това последващите броненосни крайцери на японците повлияват силно на развитието на морската тактика на бой.
| „                                    | Трябва да отбележим, че програмата, която сега изглежда много далновидна, всъщност е основана на простите, дори можем да кажем примитивните, представи на японските военноморски лидери… По аналогия със сухопътните сили, флотът следва да има свои „пионери“, „конници“, „оръдия“ и „обоз“. Ролята на „тежка кавалерия“, способна на удари по фланга и преследване на врага се дава именно на броненосните крайцери. | “ |
| Кофман В. Л. Замаскированные линкоры | |   |

Представата за облика на бъдещите крайцери в командването на флота се появява след приключване на Японо-китайската война от 1894 – 1895 г. Бъдещият противник, както и бойното поле, са вече ясни и за японците не е трудно да определят целите на програмата. Чисто крайцерските качества – такива, като далечина на плаване и мореходност за тях са второстепенни, главен критерии са бойните качества на крайцерите.
| „                                                   | По техни сметки това означава кораб с тонаж около 8000 тона, висока за броненосец скорост и въоръжение изключително от скорострелни оръдия, като най-големият калибър е фиксиран на 203 mm. Освен това и адекватно брониране, включително и вертикално, което да издържи на бронебойни снаряди от този калибър на реални за съвременния бой дистанции. Така описаните кораби малко приличат на тогавашните броненосни крайцери, а по-скоро представляват скоростни броненосци с олекотено въоръжение. | “ |
| А. С. Александров, С. А. Балакин. „Асама“ и другие. | |   |

Всички големи японски кораби в този период се строят в чужбина и крайцерите не са изключение. Проектът е разработен от главния конструктор на британската фирма „Армстронг“ – Филип Уотс на база на неговия предишен проект за броненосен крайцер – „О’Хигинс“, строен за чилийския флот. Компанията получава поръчка за четири кораба, като на втората двойка – тип „Изумо“ остарелите морално огнетръбни котли са заменени с водотръбни. Другите разлики са малки. Допълнително един кораб е поръчан в Германия – „Якумо“ и един във Франция – „Азума“, за да се запознаят с особеностите на местното корабостроене. При това японците настояват за стриктното спазване на оригиналните проекти.
Първата двойка – крайцерите тип „Асама“ – са компактни, добре защитени и с мощно въоръжение. Ролята, отредена за тях във флота, е бързоходното крило на основните сили. Имат и много недостатъци. Мореходността е много лоша, а поръчаната скорост от 21 възела е достигната само на изпитанията при предаване на корабите и то само след „настройки“, направени от строителя. Реалната скорост не превишава 18 – 19 възела, а в корабите с континентална постройка – дори по-малко. Въпреки това тези крайцери имат много сериозна роля в Руско-японската война.
Освен това точно преди началото на бойните действия японците купуват поръчаните от Аржентина, но отказани два кораба от проект „Джузепе Гарибалди“, италианско производство. В състава на японския флот те са приети като „Ниссин“ и „Касуга“.

### В латиноамериканските страни и Китай
Аржентина
В края на XIX век надпреварата във военноморското въоръжение достига и Южна Америка. Основните участници са Аржентина и Чили, които имат доста противоречия относно районите в Патагония богати на селитра. Като резултат и двете държави започват активна подготовка за война, включително и морска. Бойните кораби за нея са поръчвани в чужбина заради слабото местно корабостроене.
Аржентина залага на италианската продукция, привлечена от доброто съотношение цена/качество. Купува намиращите се в процес на изграждане два крайцера от типа „Джузепе Гарибалди“, заложени от италианците за собствения им флот. Но това се оценява като недостатъчно и аржентинците скоро купуват и останалите два кораба, заложени от тази серия. Всичките четири кораба влизат в строй през 1896 – 1898 г. Те не са много различни от построените за италианския флот, но по настояване на поръчителя са с остарелите огнетръбни котли.
В 1901 г. Аржентина заявява трета двойка кораби от същия тип, но поради заплахата от разорение и на двете държави, в 1903 г. Чили и Аржентина подписват мирно съглашение, което включва и отказ от въвеждането на нови кораби. Поръчаните последни крайцери са продадени на Япония.
Чили
Чилийците залагат на британските корабостроители. Освен всичко друго сред поръчките има и броненосни крайцери. През 1896 г. чилийския флот получава „Есмералда“ – първият построен за експорт броненосен крайцер на фирмата „Армстронг“. Сравнително малкият кораб развива рекордна за своя клас скорост и има солидно въоръжение. Като цена за това бронепоясът е доста тесен, а мореходността на „Есмералда“ е оценена като много лоша.
Следващият от броненосните им крайцери също е построен от „Армстронг“ и предаден на чилийците през 1898 г. с името „О’Хигинс“. За сметка на малко порасналата водоизместимост са подобрени съществено почти всички характеристики, особено въоръжението и бронята. Успешният кораб става прототип за знаменитите японски броненосни крайцери „Асама“.
Китай
Броненосните крайцери се появяват и в китайския флот, но с доста слаби реални бойни характеристики. През 1888 г. китайският флот получава два крайцера тип „Дзинюен“, построени в Германия. Малки, слабо въоръжени и бавни те слабо напомнят аналогичните по предназначение кораби на водещите морски държави. Още по-скромни са характеристиките на единствения броненосен крайцер, построен в Китай и приет на въоръжение през 1889 г. „Пинюен“ е по-скоро бронирана канонерска лодка, с много малка скорост, въоръжена с едно оръдие голям калибър. Крайцер е кръстен може би само заради престиж.

## В локалните войни от края на XIX век и началото на XX век

### В Китайско-японската война (1894-1895)
В хода на Китайско-японската война огромно значение има господството по море. Във военните действия участва китайският Бейянски флот (Северен флот), който включва и три броненосни крайцера. Японският флот разполага с един кораб от този клас. Японците имат явно превъзходство във военната подготовка и командване.
Битката при Ялу (1894 г.) е решаващото сражение в морето. Датата е 17 септември, а мястото – устието на река Ялу. Японския броненосен крайцер „Чиода“ впечатлява със скорострелната си артилерия. Броненосните крайцери на Китай обаче имат проблеми. В самото начало на сражението „Дзинюен“ е обстрелян от близка дистанция от два японски бронепалубни крайцера и след пожар и взрив на боеприпасите потъва.
„Лайюен“ получава много тежки повреди, но успява да избяга в Порт Артур.
След ремонт „Лайюен“ се отправя към Уейхайуей, където е блокиран остатъкът от китайския флот. На 5 февруари 1895 г. е торпилиран от японски миноносец и потъва в залива. „Пинюен“ също е във Уейхайуей, където е пленен от японците след капитулацията на крепостта на 12 февруари 1895 г., и е въведен в състава на японския флот като канонерска лодка.

### В Испано-американската война
В Испано-американската война броненосните крайцери играят важна роля, като най-важното им участие е в самото начало на войната.
На 15 февруари 1898 г. на американския броненосен крайцер „Мейн“, стоящ на док в Хавана, избухва експлозия. Причините не са изяснени и до днес, като за най-вероятна причина се счита запалване и взрив на въглищен прах – нещо често срещано по тези географски ширини по това време. Само че през 1898 г. американските власти не се интересуват от причините. След пропагандна кампания с обвинения към испанците за унищожаването на „Мейн“ на 23 април същата година е обявена войната.
Испанското командване няма ясни виждания за бойните действия и дори очаква нападение на испанския бряг. След дълги спорове е решено да се изпрати ескадра от броненосни крайцери, под командването на адмирал Паскуал Сервера, към бреговете на Куба. Прехода през Атлантическия океан отнема на ескадрата 3 седмици и дори въглищата им свършват. Вместо в добре укрепената Хавана ескадрата е принудена да спре в Сантяго де Куба, където е блокирана от американска ескадра.
С оглед превъзходството на противника Сервера счита за невъзможно да се измъкне от блокадата, но на 2 юли получава категорични заповеди да се отправи към Хавана. Испанците влизат в боя с 3 броненосни крайцери тип „Инфанта Мария Тереса“ и „Кристобал Колон“, а също и два изтребителя на миноносци (първообразът на разрушителите). Испанските кораби са в лошо техническо състояния, използват некачествени въглища, а последните учебни стрелби на екипажите са провеждани повече от година преди събитият.
Американската ескадра е в състав 3 броненосеца 1-ви клас, 1 броненосец 2-ри клас и броненосния крайцер „Бруклин“. Броненосният крайцер „Ню Йорк“ не успява да пристигне заради проблем с парната машина.
В утрото на 3 юли испанците започват опита си да пробият блокадата. В битката при Сантяго де Куба, независимо от известното първоначално объркване, американците действат енергично и бързо откриват огън по противника. По собствени оценки на американските моряци, стрелбата им не може да се нарече твърде точна, но боят е на толкова малка дистанция, че е трудно да не се уцели. Фактически сражението прераства в преследване на испанците.
Първата жертва е „Инфанта Мария Тереса“, на който възниква пожар и час след началото на битката корабът е изхвърлен на брега. Следващият е „Алмиранте Окендо“, който в ариегарда на изпанците е обхванат от пламъци и след серия взривове засяда на брега, недалеч от флагмана. Същото се случва и с „Бискай“ – третият кораб от този тип. Силно повреден той засяда в плитчините и се взривява.
Единствен се спасява „Кристобал Колон“. След час преследване и след като качествените въглища свършват, той е настигнат и макар без повреди, командирът му решава да изхвърли кораба на брега. „Колон“ няма голямокалибрена артилерия и преценяват, че е безсмислено да оказва съпротива.
Победата за американския флот струва 1 убит и 1 ранен, и двамата са от екипажа на „Бруклин“, който отнася повечето испански попадения – 20, всички малък и среден калибър. Това показва съмнителното ниво на защита, което притежава „Бруклин“. Американските снаряди нито един път не успяват да пробият бронята на испанците, но имайки предвид огромната площ на незащитените им бордове и голямата дървена украса това не е необходимо. Възникналите пожари и детонация на боеприпаси след попаденията от големия калибър на корабите на САЩ са напълно достатъчни.
| „                                                             | Докато крайцерите от проекта „Окендо“ с тяхната дебела броня по водолинията, но незащитени бордове, са унищожени, „Кристобал Колон“ доказва полезността на бронята, която е разположена навсякъде. Ако имаше достатъчно гориво, той щеще без проблем да се измъкне от преследвачите. | “ |
| Паркс О. Линкоры Британской империи. Ч.V. На рубеже столетий. | |   |

### В Руско-японската война
Към началото на войната броненосни крайцери притежават и двете страни на конфликта. Императорският флот на Япония има девет единици от този клас – шест близки до крайцерския тип, построени във Великобритания четири, в Германия един и един във Франция, както и два броя италианско производство. Всички кораби като конструкция се отличават с акцент върху бойните, а не крайцерските им качества. Освен това в състава на флота е и напълно боеспособният „Чиода“.
В състава на руската 1-ва Тихоокеанска ескадра, базирана в Порт Артур, е само един броненосен крайцер – ескадреният разузнавач „Баян“. Крайцерите-броненосци „Пересвет“ и „Победа“ се отнасят според руснаците към линейните сили, въпреки че по бойни характеристики силно изостават от истинските бореносци. Освен това три крайцера – „Рюрик“, „Русия“ и „Громобой“ са част от Владивостокския отряд крайцери.
Единственият пълноценен броненосен крайцер в портартурската ескадра – „Баян“ показва успехи. Нееднократно излиза в открито море, поддържа леките сили, влиза в сблъсък с противника, но относителните му успехи по-скоро се обясняват с доброто командване и късмет – „Баян“ е с наполовина по-слаба огнева мощ от противниковите крайцери, затова може да се каже, че добрата му оценка е преувеличена. Той не взима участие в битката в Жълто море при опита на 1-ва ескадра да стигне Владивосток (28 юли 1904 г.), заради получени повреди след сблъсък с морска мина, впоследствие е потопен на кея от японската обсадна артилерия. Същата съдба е отредена на „Пересвет“ и „Победа“.
Владивостокските крайцери в началото на войната действат срещу японските комуникации. От януари до юли 1904 г. отрядът прави пет похода към японските брегове, но наистина успешен може да се нарече само четвъртият от тях, когато потопяват два транспорта с пехота и обсадна артилерия. При петия поход се срещат с ескадрата на адмирал Камимура Хиконоджо, която обаче не успява да ги догони.
В средата на юни 1904 г. владивостокските крайцери извършват единствения си океански поход, функцията, за която са проектирани. Походът, продължил 16 дни, не довежда до особени резултати, но все пак се отразява негативно на японската външна търговия.
На 29 юни 1904 командирът на отряда, контраадмирал Карл Иесен, получава заповед да излезе в морето насреща на 1-ва Тихоокеанска ескадра, която се отправя към Владивосток. Заради грешка в комуникациите, към момента на получаване на заповедта опита за разкъсване на блокадата вече е приключил неуспешно, но тази информация не стига до Иесен. На 30 юни трите руски крайцера отплават. На 1 август те срещат в Корейския пролив японска ескадра от четири броненосни и два бронепалубни крайцери. Положението на противника е северно от тях и руските кораби следва да прекосят бойният им ред, за да продължат.
В самото начало на боя става ясно огневото превъзходство на японските кораби – шестнадесет оръдия 203 mm срещу само шест на руските сили. „Рюрик“, който затваря линията е подложен на съсредоточен обстрел от страна на два японски крайцера, получава вследствие сериозни повреди и губи управление. Нататък боя протича в маневриране на „Русия“ и „Громобой“ около повредения кораб с надеждата, че неговият екипаж ще успее да отстрани повредите. Иесен взема решение да се върне във Владивосток и по този начин да отвлече броненосните крайцери след себе си, предполагайки, че екипажа на „Рюрик“ ще успее да се справи с противниковите бронепалубни кораби. Първата част на плана е изпълнена успешно, но положението на „Рюрик“ който е неуправляем, е безнадеждно и екипажът напуска кораба, потопявайки го.
Изводите от боя потвърждават по-ранните предположения за слабостта на руските крайцери в сериозно сражение, най-вече заради слабото брониране и нерационалното разполагане на артилерията. Освен това руснаците нямат късмет и с времето – морето е спокойно. При силно вълнение, благодарение на по-добрата мореходност на корабите си, те биха имали повече шансове срещу нискобордните японски кораби. Изказва се мнение и за некомпетентното командване на Иесен:
| „                                                       | Ако разгледаме действията на Иесен в боя, следва да обърнем внимание на неадекватните за ситуацията меневри, които той предприема в първите моменти на боя. Вместо да избере категорично дали да приеме боя или да бяга, той избира средата. Не приема боя на къса дистанция, което е по-целесъобразно, и не решава да избяга към Владивосток. Нататък, макар и затруднен от положението на „Рюрик“, отново следва да избере – да обърне към противника и да го атакува, за да му нанесе щети и да го отклони от търпящия бедствие кораб или, което може би е било по-правилния вариант, да остави кораба на произвола на съдбата. Маневрите около „Рюрик“ с цел да го прикрият фактически пречат на стрелбата му, а същевременно облекчават задачата на противника. | “ |
| Петров М. А.. Обзор главнейших сражений парового флота. | |   |

След това сражение крайцерите правят само един поход към японските брегове с нищожен резултат, а след като „Громобой“ се натъква на мина, всякаква активност на отряда е прекратена.
В състава на 2-ра Тихоокеанска ескадра, като броненосни крайцери, влизат три остарели вече кораба – „Адмирал Нахимов“, „Дмитрий Донски“, „Владимир Мономах“, а също и крайцерът-броненосец „Ослябя“. В хода на битката при Цушима (14 – 15 май 1905 г.) именно „Ослябя“ става първият потопен руски кораб – може би заради слабото и непълно брониране. Попадайки под огъня на половината от японския флот, „Ослябя“ бързо получава фатални повреди и потъва.
Другите крайцери, с изключение на „Нахимов“, при дневния бой на 14 май не получават сериозни повреди, но през нощта са атакувани от японските леки сили и с торпеда е потопен „Адмирал Нахимов“ и „Владимир Мономах“, на сутринта на 15 май е настигнат „Дмитрий Донски“ и след като получава сериозни повреди, екипажът му го потопява.
Японските броненосни крайцери имат важна роля в хода на войната. Те участват практически във всички операции на флота и не получават сериозни повреди. Следва да се отбележи, че така и не са използвани като бързо крило на флота поради липсата на необходимост заради общото преимущество на японците в скорост. Защита им се показава достатъчно ефективна, но артилерията е оценена като твърде слаба. Фактически японските крайцери се показват повече като слаби броненосци, отколкото като крайцери. След оценка на бойния опит, японците започват строителство на броненосни крайцери с 305 mm артилерия.

## Оценка на броненосните крайцери второ поколение
При разработката на проектите за крайцери ново поколение конструкторите като че ли се стремят да създадат „универсалния“ кораб – такъв, който да може да се справи с всякакви задачи. Например да действа като част от ескадра, да участва в генералните сражения, да води разузнаване, борба с аналогичните крайцери на противника и накрая да прекъсва комуникациите на противника. Хармоничното съчетаване на всички тези качества е много трудно. Резултатът е, че крайцерите или са претоварени с броня и въоръжение, или са твърде бавни за океански рейдери. В същото време са доста по-слаби за ескадрен бой с основните сили на флота (броненосците). Не на последно място – те са доста скъпи, което също е голям негатив.
Така търсенето на универсалност всъщност създава тясно специализирани кораби, например руските броненосни рейдери, които имат прилична автономност и мореходност, но са малко подходящи за сериозен бой, което се потвърждава във войната с японците. Последните на свой ред използват по-скоро слаби броненосци отколкото кораби, които могат да се класифицират като крайцери. Често изпъква мнението, че строежът на истински броненосци е доста по-полезен и необходим.
Некритичното възприемане на опита от Руско-японската война води до появата на последното поколение броненосни крайцери, предназначени преди всичко за линеен бой като авангард на главните сили на флота.

## Последните представители

### Във Великобритания
Последните броненосните крайцери на Британия са създадени в рамките на концепцията за бързоходен авангард на броненосците от главните сили, способни да проведат разузнаване и да се справят с противниковите дозори.
Огневата мощ на броненосните крайцери тип „Минотавър“ (на английски: Minotaur) е още по-голяма от и без това добре въоръжените „уориъри“. „Минотаврите“ имат само артилерия голям калибър – четири 234 mm в две кули, на носа и кърмата, и десет 190 mm в кули – по пет на борд. На учения темпът на стрелбата им е до 50 тежки снаряда в минута. Адекватно усилване на защитата няма, даже напротив – отслабва, което прави съмнителна боевата им устойчивост под обстрел на 305 mm оръдия. Скоростните им качества не впечатляват – до 23 възела, един от серията дори не я достига. По мерките на 1909 г., когато влизат в строй, това вече е недостатъчно.
| „                                                  | Резултатът е впечатляващ: на бял свят се появяват кораби, въоръжени с излишък, но защитени чисто символично. Резервът от водоизместимост следва да бъде използван за кораби с по-балансирана конструкция. | “ |
| Ненахов Ю. Ю. Энциклопедия крейсеров. 1860 – 1910. | |   |

### Във Франция
Своя версия на „съвършения“ броненосен крайцер предлагат и французите. На база крайцера „Ернест Ренан“ те разработили нов тип броненосни крайцери – „Едгар Кюне“, построени в два екземпляра. На тези крайцери най-после се стига до идеята за единния калибър. Поставени са им четиринайсет 194 mm оръдия. Впрочем разположението им не е много удачно: в две и едно оръдийни кули, дори и в каземати, което сериозно затруднява управлението на стрелбата, и избраният калибър не е много солиден; на фона на чуждите образци тези характеристики не впечатляват особено.
По-доброто от на предшествениците му брониране все още остава скромно. Скоростта също – не достига 24 възела.
Но главният недостатък на серията е встъпването им в строй – 1911 г. На фона на британските и немските линейни крайцери, френските „новости“ са пълен анахронизъм.

### В Русия
След залагането на крайцерите от типа „Баян“ ръководителите на флота осъзнават, че тези крайцери са твърде слаби за решаване на сериозни задачи. Решението е да се строят големи крайцери, проектирани с използване на опита от Руско-японската война и предназначени да взаимодействат с линейните сили на флота. Поръчката за главния кораб на серията се печели от британската фирма „Викерс“. Крайцерът „Рюрик“ II постъпва на служба през 1909 г.
Руският флот получава доста голям и добре въоръжен кораб – четири 254 mm оръдия и осем 203 mm в като главен калибър, допълнени от двадесет 120 mm на противоминната артилерия. Той е с прилично ниво на защита, проектирана на основата на цушимския опит, която да издържи на огъня на подобните му кораби. Има и напредничава за времето си система за непотопимост. Чуждите експерти наричат „Рюрик“ „най-добрият кораб, заложен за руския флот до 1905 г.“ и „един от най-добрите строени някога броненосни крайцери“. Недостатък е малката скорост – едва 21 възела, което го прави непригоден да действа заедно с новите линкори-дреднаути, а също и сложното управление на огъня на смесената разнокалибрена артилерия.
Плановете на морското ведомство били в руски корабостроителници да се построят още 2 кораба от този тип, вече с парни турбини, но към момента на встъпването му в строй той вече е признат за неактулен за времето си.

### В Германия
Крайцерът „Блюхер“ (на немски: Blucher) е черната овца на немския флот. Причината за създаването му е грешка на немските специалисти, които предполагат, че линейна поддръжка на линкорите от серията „Дреднаут“ ще бъдат крайцери с единен 234 mm калибър. На немските адмирали, привърженици на принципа на адекватност, е трудно да си представят появата на толкова небалансирани кораби, каквито са линейните крайцери от тип „Инвинсибъл“.
Като резултат иначе добрият кораб, е слабоват спрямо британските конкуренти. Защитен е по-добре, даже по-добре от тях и не им отстъпва по скорост, независимо че е все още с парна машина, но въоръжението от дванадесет 210 mm оръдия, на фона на 305 mm при „Инвинсибъл“ изглежда доста зле. Без идея как да го използват немските адмирали го кръщават „тежък“ крацер и водят спорове за употребата му до неговата гибел през 1915 г.

### В Италия
Италианският флот, с неговите „средиземноморски“ бойни кораби, също се включва в състезанието за най-добър броненосен крайцер. Новият проект е разработен на база ескадрените броненосци тип „Реджина Елена“ и получава името броненосни крайцери тип „Пиза“ (на италиански: Pisa). Построяват два кораба, които влезат в строй през 1909 г.
По традиция са пренебрегнати далечината на плаване и мореходността, макар и в по-малка степен, отколкото на „Джузепе Гарибалди“. Бронирането, според крайцерските мерки, е солидно, а артилерията – превъзходна. Четири 254 mm оръдия, съчетани с осем от 190 mm. Скоростта им е над 23 възела, при нормална водоизместимост под 10 000 тона, което е резултат „на ниво“.
Освен това залагат и трети кораб от серията – „Генуа“ (на италиански: Genova), но през 1909 г., още на стапела, той е закупен от наследниците на гръцкия милионер Георгиос Авероф за флота на Гърция, където получава и същото име. От еднотипните си събратя „Георгиос Авероф“ се различава по калибъра на артилерията.
Втората двойка крайцери вече са различен проект, защото дори в условията на Средиземно море, поради ниските бордове, корабите са заливани с вода. Проектът е кръстен „Сан Джорджо“ (на италиански: San Giorgio). Почти без отлики в бойните характеристики те получават полубак и четвърти комин и по-добра мореходност. Тонажът се приближава към 11 000 тона. Вторият кораб на серията „Сан Марко“ е вече с турбини, но скоростта се покачва само малко, 24-те възела не са достигнати. Във флота на Италия корабите постъпват в периода 1910 – 1911 г.

### В Съединените щати
Влезлите в строй до 1907 г. шест крайцера тип „Пенсилвания“ са подложени на критика заради слабото за подобен размер кораби въоръжение. Затова още преди да са готови е направен нов проект, серия от четири кораба – броненосните крайцери тип „Тенеси“ на английски: Tennessee). Те повтарят предходните като рамери, скорост и броня. Основните промени са във въоръжението – сега главният калибър е четири 254 mm оръдия. При средния калибър няма промени – все същите 152 mm оръдия, само че с две повече.
Тези крайцери имат предназначението да бъдат авангард на флота, но им е посилно да го правят само за ескадри от ранни линкори. Впрочем в онези години на американския флот му липсват всякакъв вид крайцери.
В периода 1916 – 1920 г. те били преименувани и както предишния проект носят имена на градове в САЩ. Имената на щатите са запазени за многочислените линкори на растящия американски флот.

### В Япония
Първите броненосни крайцери пострени в Япония, започват да се появяват още по времето на руско-японската война. След потъването на броненосците „Хацусе“ и „Яшима“, потопени от руски мини, в японския флот остават само четири кораба с 305 mm артилерия, чиято важност е оценена от флота.
Без да разполагат с опита за строеж на кораби с подобни размери, проектантите просто увеличават корпуса на „Асама“ до размери, които позволяват монтирането на две двуоръдейни кули с 305 mm артилерия. Останалото въоръжение е дванадесет 152 mm и толкова 120 mm оръдия. Бронирането на новите броненосни крайцери „Цукуба“ – две единици, повтаря прототипа, скоростта е ниска – малко над 21 възела. Това е съвкупно с цяла поредица от сериозни конструктивни дефекти. Те застъпват на служба до 1908 г.
Още докато „Цукуба“ и еднотипният му кораб са на стапелите, залагат втората двойка кораби от нов тип – „Ибуки“. В тези крайцери е променен силуета и състава на въоръжението. Съхранени са 305 mm оръдия в предишния им брой, те имат осем 203 mm оръдия в сдвоени кули, разположени по бордовете. Числото на 120 mm артилерия нараства до четиринадесет. Във всичко останало корабите са еднакви, включително и ниската скорост. При все че главния кораб на серията получава турбина, дори тогава скоростта му е по-малка от тази на събратята му с парни машини.
| „                               | …можем да кажем, че колкото и да се опитват да построят броненосен крайцер, на японците им се получава все същия броненосец 2-ри клас. Относително бързоходен и относително мощен, но все пак второкласен и все пак броненосец. | “ |
| Кофман В. Л. И тут пришёл Джек… | |   |

Благодарение на тези кораби японците претендират за званието изобретатели на линейните крайцери, но фактически „Цукуба“ и „Ибуки“ са просто много мощни крайцери додреднаути. Проектът е похабен от ниската скорост и многочислената, но малко полезна среднокалибрена артилерия.

## Оценка на последните броненосни крайцери
Последното поколение броненосни крайцери вече са много големи кораби с водоизместимост от 10 000 до 16 000 тона, с главна артилерия от 210 mm до 254 mm и даже 305 mm. Фактически тези единици не са вече крайцери в пълния смисъл на думата. Вече никой няма намерение да ги използва като рейдери – те са прекалено скъпи, и силните им страни в случая няма да донесат никаква полза.
Сега под главна тяхна задача се разбират действия в авангарда на главните сили, като даже се смята, че тряба да участват и в самото сражение, а не само да осигуряват разгръщането на флота. Дори не се отчита факта, че с наличните оръдия е съмнително да унищожат истински броненосец, бронирането им не дава пълноценна защита от противниковите големокалибрени снаряди, а превъзходството им по скорост не е толкова голямо, че да избягат бързо от обстрела на броненосците. Последните броненосни крайцери са създавани на принципа „кораб срещу кораб“.
| „                                           | Ескалацията на индивидуалната мощ на броненосния крайцер заразява всички нации. Естествено е, при това положение, бурното съперничество да доведе до появата на много добри образци. Но както често се случва в историята на военната техника това са първите признаци на прецъфтяване на съответната линия в развитието. Финалът му вече е съвсем близък. | “ |
| Кофман В. Л. Невостребованное совершенство. | |   |

Финалът идва, когато в през април 1907 г. слиза от стапелите първият в света линеен крайцер от типа „Инвинсибъл“. Наистина все още броненосните крайцери се строят, но новият клас девалвира ценността им така (линейните крайцери могли лесно да догонят и унищожат дори и най-съвършения от старото поколение), че последващото им развитие загубва смисъл и е прекратено.

## В Първата световна война
Към началото на Първата световна война съотношението им във флотите на съперниците е следното: Великобритания – 34 броненосни крайцера, Франция – 19, Русия – 6, Япония – 13, Италия – 10, САЩ – 12, Германия – 9, Австро-Унгария – 3.

### Броненосните крайцери на Антантата
Британският флот, разполагащ с най-много единици, поддържа значителна част от тях в Северно море, впрочем без много полза от това. Напротив те са под непрекъсната опасност.
Като резултат в самото начало на войната те получават силен удар – подводен удар. На 22 септември 1914 г. немската подводница U-9 за час потопява три британски крайцера: „Абукир“, „Хог“ и „Креси“, патрулиращи в Ла Манш. Опасността за тях идва не само от дълбочините. В случай на среща с линейните крайцери на противника те практически нямат никакъв шанс. Характерно е, че през август 1914 г. британците с четири броненосни крайцери против един немски линеен крайцер, „Гьобен“, така и не приемат боя.
| „                                        | Възможно е четирите кораба да нанесат повреди на „Гьобен“, но още по-вероятно е, че той щеше да избяга, използвайки предимството в скоростта, което има. Или дори без особени притеснения щеще да прати на дъното цялата компания. | “ |
| Вильсон Х. Линкоры в бою 1914 – 1918 гг. | |   |

В началото на войната британците получават и втора неприятна изненада. На 1 ноември 1914 г. британските броненосни крайцери „Гуд Хоуп“ и „Монмут“, при нос Коронел, са потопени от немските „Шарнхорст“ и „Гнайзенау“.
Въпреки това британските броненосни крайцери са на предната линия на фронта до Ютландското сражение от 31 май 1916 г. В резултат на инерцията в мисленето, британският командир поставя своите крайцери в авангарда на главните сили, въпреки че заради ниската си скорост те не биха могли да се измъкнато от обстрела, а заради слабата си защита не могат да оцелеят срещу тежката артилерия на проивника. Тази грешка носи на британците поредната катастрофа. В хода на битката, при лоша видимост, отрядът на британските броненосни крайцери е обстрелян от немските линкори и линейния крайцер „Лютцов“ от близка дистанция. Резултатът – „Дифенс“ се взривява и потъва веднага, а „Блек Принс“ и „Уориър“ са извадени от строй и потъват по-късно. Първият, напълно загубил управление, е потопен от немците през същата нощ, вторият потъва при буксиране на следващия ден. Този урок води до прекратяване на използването им като кораби от първа линия на флота.
За френските крайцери началото на войната е донякъде успешно. В зоната на тяхната отговорност е Средиземно море, като най-сериозният им противник там – „Гьобен“ – се оттегля в Черно море и сега единствени противници са австро-унгарците с техните скромни крайцерски сили. Обаче слабият противник не приема боя, а да настигнат бързите им кораби французите не могат. Междувременно на тях им е възложено да блокират Отрантския проток – по-съвременни единици те не могат да отделят. В хода на задачата те са подложени на атаките на противниковите подводници, макар и без загуби в началото. На 26 април 1915 крайцерът „Леон Гамбета“ е торпилиран от подводница и потъва с почти целия си екипаж. След това блокадата е снета и френските кораби не напускат базата си до края на войната.
| „                                   | „Бронираните костенурки“ под трицветен флаг, в случай на война, само безсилно ще гледат бързоходните противници и ще поставят бордове на торпедните атаки на подводниците, както се случва с „Леон Гамбета“… Така преминава цялата война, в която французите се проявяват само в ролята на безпомощни мишени. | “ |
| Кофман В. Л. В чужом пиру похмелье… | |   |

Не се отличават и италианските кораби, имащи същите проблеми както и френските им колеги. Така и без да премерят сили с противника. Участието им във войната се свежда до неуспешно преследване на противника и обстрел на крайбрежните му зони. При това сериозно традат от вражеските подводници, които потопяват „Джузепе Гарибалди“ и „Амалфи“.
В началото на войната руският балтийски флот разполага с шест броненосни крайцера – доста старите „Русия“ и „Громобой“, както и крайцери от типа „Баян“ и „Рюрик“, считан за единствения сравнително мощен кораб от този клас.
Обратно на опасенията на руското командване, германският флот рядко проявява активност в Балтика и обикновено поддържа доста ограничени сили, благодарение на което руските крайцери извършват поредица от походи в морето за разузнаване и поставяне на минни заграждения. В хода на една от тези мисии немска подводница потопява крайцера „Палада“. Командването на Балтийския флот действа доста предпазливо, особено спрямо корабите от типа „Баян“, командирите на които считат корабите си за твърде слабо въоръжени и избягват стълкновения с противника.
Единственото сражение на руските крайцери със съпоставим противник през време на войната завършва с неопределен резултат. На 2 юли 1915 г. пет руски крайцери (три от тях броненосни), участват в хаотичното Готландско сражение. Двете страни излизат от битката практически без загуби, ако не се смята немският минен заградител „Албатрос“, който засяда на шведския бряг.
САЩ влизат твърде късно в бойните действия, за да участват в решително морско сражение. Въпреки това те губят една голяма бойна единица, броненосния крайцер „Сан Диего“, който се натъква на мина на 19 юли 1918 г.
Участието на японските броненосни крайцери във войната е чисто символично.

### Броненосните крайцери на Централните сили
Основният проблем на немските крайцери е неспособността на командването на флота грамотно да използва вече остарелите, но достатъчно мощни кораби. С осем броненосни крайцери в строй („Фюрст Бисмарк“ вече е изведен от активната служба на първа линия), те не могат да им открият адекватното им използване в боя.
Независимо от това, в началото на войната, те печелят голяма победа. В сражението при Коронел „Шарнхорст“ и „Гнайзенау“ унищожават два еднотипни противника. Всъщност те значително превъзхождат англичаните по огнева мощ и подготовка на екипажите, а британският адмирал прави много тактически грешки.
Реванш за Кралския флот е сражението при Фолкландските острови на 8 декември 1914. Този път немските кораби трябва да приемат безнадежния за тях бой с линейните крайцери на англичаните. Германските кораби не успяват да избягат от противника, нито да го отблъснат, и след упорито сражение са потопени. Това сражение ясно показва колосалната разлика в боя между броненосните и линейните крайцери. Съвременниците го описват като сражение между „джуджета“ и „великани“.
| „                                       | Епопеята с ескадрата на Шпее показва колко неприятности биха могли да направят и останалите немски крайцери при по-удачна диспозиция (или при по-смело използване). Разбира се те могат да се нарекат и обречени, защото противникът все пак има повече морски сили, но само можем да си представим какви усилия и нерви би коствало това на Антантата. Все пак даже „стандартните“ броненосни немски кораби превъзхождат по мощ основните британски отвъдморски крайцерски сили – „ловците“ от типа „Каунти“. Германия има своя океански шанс, но не успява да се възползва. | “ |
| Кофман В. Л. Нелюбимые корабли кайзера. | |   |

„Блюхер“ става жертва на скоростта си. На първия етап от войната флотът на открито море изпитва липса на достатъчно линейни крайцери и сравнително бързоходният „Блюхер“ е включен в разузнавателния отряд на адмирал Франц Ритер фон Хипер. Последващите събития показват, че скоростта му все пак е недостатъчна. В сражението при Догер банк на 24 януари 1915 г. „Блюхер“, затварящ строя на немците, изостава от своите линейни крайцери и е подложен на истински разстрел от страна на британските линейни крайцери. „Блюхер“ показва традиционната за немските кораби живучест и потъва едва след 70 – 100 попадения на тежки снаряди и 7 торпеда, но гибелта му била напълно безполезна. Съществува мнение, че той щеще да е доста по-полезен в Балтийско море, където може да създаде наистина сериозни проблеми на руския флот.
След гибелта на „Блюхер“ кайзеровият флот се лишава от още два броненосни крайцера. От мини потъват „Фридрих Карл“ и „Йорк“. Останалите два кораба („Принц Хайнрих“ е направен учебен кораб) действат в Балтика, но доста предпазливо. Предпазливостта обаче не спасява „Принц Адалберт“ – той е потопен през 1915 г. от британска подводница, действаща в Балтийско море. Година след това последният германски броненосен крайцер „Роон“ е изведен от състава на флота и превърнат в плаваща казарма.
Австро-Унгария фактически използва в бойни действия само два броненосни крайцера, като прикритие на леките сили, но без да ги използва нито веднъж в решително сражение.

## След Първата световна война
Веднага след края на войната водещите морски държави започват масово да извеждат от строя вече остарелите единици. В числото на първите кандидати са броненосните крайцери. Великобритания ги изключва от флота към 1921 г., някои от френските представители на класа остават в строй до 1927 г., а по-нататък са превърнати в учебно-артилерийски кораби. Американските крайцери служат до 1927 г., но са разглеждани като спомагателни съдове и претърпяват сериозно преоборудване. Съветска Русия предава за скрап всичките кораби от класа към 1922 г.
Италианският флот се отървава от старите крайцери, а новите оставя като учебни. „Сан Джорджио“ е превърнат в кораб на бреговата охрана със силно усилване на зенитната артилерия и като такъв взема дейно участие в борбата за Тобрук, където първоначално е тежко повреден, а впоследствие и потопен от екипажа след бомбардировки на британската авиация през януари 1941 г.
Практично се отнасят и японците. Въпреки че сравнително новите кораби тип „Цукуба“ и „Ибуки“ били разкомплектовани по решение от Вашингтонското морско съглашение от 1922 г., голяма част от ветераните на руско-японската война оцеляват до края на Втората световна война в качество на минни заградители, учебни кораби и даже крайцери, въпреки че като такива не участват в бойни действия. Почти всички те са потопени от авиацията на САЩ през 1945 г.
Съвсем друга съдба имат броненосните крайцери във второстепенните морски държави. Там те са ценени и пазени, считани за значителна военна сила. Шведите дори правят пълномащабна модернизация на своя единствен броненосен крайцер в периода 1940 – 1941 г. Аржентинските кораби оцеляват в голямата си част до Втората световна война, наистина само като кораби за брегова охрана, а световният рекорд на класа поставя „Пуейредон“, отписан от флота едва през 1954 г., след 55 години служба.
От историческа гледна точка най-голям късмет има гръцкият крайцер „Георгиос Авероф“. През 1941 г., след като успешно се измъква от пикиращ бомбардировач на Луфтвафе, съпровожда конвои в Индийския океан до края на войната, а в 1946 г. е снет от служба, но не е разглобен, а превърнат в кораб музей. Това прави „Авероф“ единственият съхранен до наши дни броненосен крайцер.

## Обща оценка на броненосните крайцери
Първите броненосни крайцери изначално се считат за несъвършени кораби. Ниското качество на бронята и малката мощност на силовите установки не позволява хармонично съчетаване в един корпус на висока скорост, мощно въоръжение и адекватна бронева защита. Развитието на металургията и машиностроенето позволява да се създадат кораби, които съвместяват търсените качества. Докато на броненосните крайцери възлагат чисто крайцерски задачи – борба по комуникациите и водене на разузнаване, те като цяло съответстват на търсените от тях качества.
След гонката за по-добра скорост, по-добра броня и по-добро въоръжение, която води до покачване на водоизместимостта, а оттам и на цената, те стават прекалено ценни. Като резултат започват да им възлагат задачи, по-подходящи за броненосците.
| „                                                             | Те са подходящи за конвойна служба, но в качеството им на бързоходното крило на линейния флот са подложени на голям риск. В тази задача са сменени от линейните крайцери, а храбрата атака на броненосните крайцери на Арбетнот на 31 май 1916 г., която е фатална за тях, доказва абсолютната слабост на броненосните крайцери за линеен бой. | “ |
| Паркс О. Линкоры Британской империи. Ч.V. На рубеже столетий. | |   |

Крайният резултат в развитието им е – прекалено слаби за ескадрен бой и излишно силни за борба с леките сили на противника. За тях е разточително да се използват за конвоиране поради простата причина, че противникът не използва нищо съпоставимо с тях. Когато в състава на водещите флоти влизат линейните крайцери, ролята на броненосните крейсери става съвсем неясна.
Теоретически всеки тип въоръжение може да се използва рационално – нещо, което флотоводците от Първата световна война не успяват да направят. По инерция причислявайки броненосните крайцери към главните сили, те ги държат в европейски води, където броненосните крайцери си потъват без полза.

## Коментари
1. ↑  Транскрипция по IPA: [/Imˈpɪəriəs]
2. ↑  В оригиналната терминология „опасан“ – belted, т.е., с пояс броня по водолинията, в противоположност на „защитен“ – protected – бронепалубните крайцери

### Общи
- Бойните кораби в света: Крайцери ((ru))
- Към историята на военното корабостроене ((ru))

### По типове кораби
- Броненосният крайцер „Дмитрий Донской“ ((ru))
- Броненосният крайцер „Адмирал Нахимов“ ((ru))
- Броненосният крайцер „Память Азова“ ((ru))
- Броненосният крайцер „Рюрик“ ((ru))
- Броненосният крайцер „Баян“ ((ru))
- Броненосният крайцер „Адмирал Макаров“ ((ru))
- Броненосният крайцер „Рюрик-II“ ((ru))
- Броненосните крайцери тип „Джузепе Гарибалди“ ((ru))
- Броненосните крайцери на Япония ((ru))

|  | Тази страница частично или изцяло представлява превод на страницата „Броненосный крейсер“ в Уикипедия на руски. Оригиналният текст, както и този превод, са защитени от Лиценза „Криейтив Комънс – Признание – Споделяне на споделеното“, а за съдържание, създадено преди юни 2009 година – от Лиценза за свободна документация на ГНУ. Прегледайте историята на редакциите на оригиналната страница, както и на преводната страница, за да видите списъка на съавторите. ВАЖНО: Този шаблон се отнася единствено до авторските права върху съдържанието на статията. Добавянето му не отменя изискването да се посочват конкретни източници на твърденията, които да бъдат благонадеждни. |